# کریستینا فازکاش-زور
کریستینا فازکاش-زور (انگلیسی: Krisztina Fazekas-Zur؛ زادهٔ ۱ اوت ۱۹۸۰) قایقران کانو اهل مجارستان است.
وی در مسابقات کشوری و بین‌المللی در مجموع برندهٔ ۱۶ مدال طلا، ۱۰ مدال نقره، ۲ مدال برنز شده‌است.